# La morte non dimentica
La morte non dimentica (Mystic River) è un romanzo noir scritto da Dennis Lehane e pubblicato nel 2001.
Da questo libro nel 2003 è stato tratto il film Mystic River diretto da Clint Eastwood e interpretato da Sean Penn, Kevin Bacon, Tim Robbins e Laura Linney.

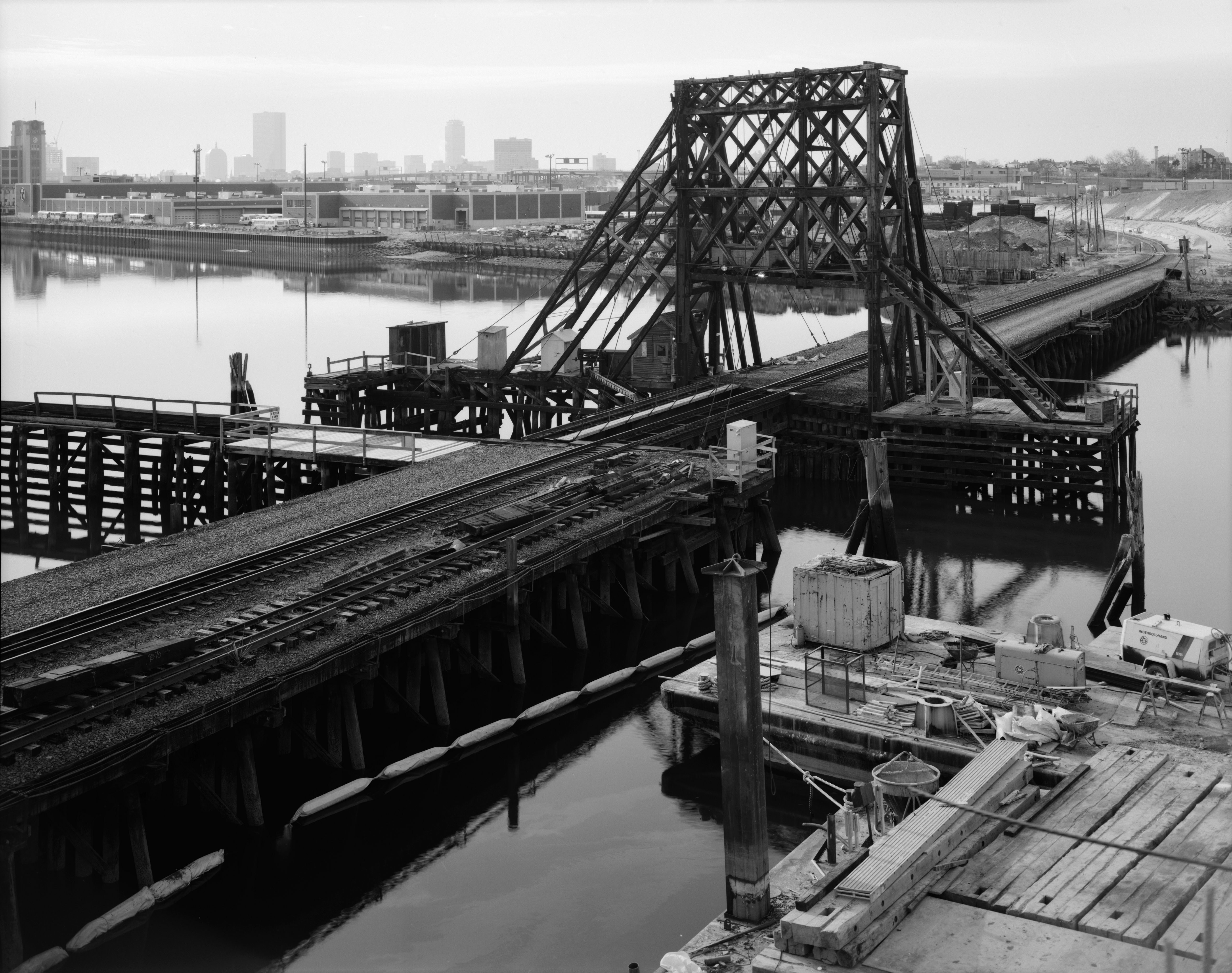
Il fiume Mystic, a Boston, nel Massachusetts. Da cui il titolo originale del romanzo. Pubblicata dopo il 1968. Fotografo: John Ross

## Trama
Il romanzo ruota intorno alla vita di tre ragazzini, Dave Boyle, Sean Devine e Jimmy Marcus, che crescono insieme a Boston. All'inizio della storia, Dave viene adescato e rapito da due pedofili falsi poliziotti e riesce a fuggire solo dopo quattro giorni tornando a casa completamente sconvolto dall'esperienza.
Il racconto si sposta in avanti di 25 anni: Jimmy ha alle spalle un passato criminale cui ha rinunciato - dopo la morte della moglie - per amore della figlia Katie. Ora è un rispettabile commerciante di quartiere, proprietario di un negozio di alimentari all'angolo. Si è risposato con Annabeth e con lei ha avuto altre due figlie. Sean è diventato un detective della omicidi ed è ossessionato dal ricordo della moglie che lo ha lasciato da poco. Pensa che sia da qualche parte a New York, da dove lo chiama, senza dirgli una parola. Dave è sposato con Celeste, la cugina di Annabeth, e i due hanno un figlio.
Una delle figlie di Jimmy scompare e viene trovata brutalmente assassinata in un parco della città e proprio a Sean vengono assegnate le indagini sull'omicidio. Così, dall'infanzia, i tre amici sono nuovamente coinvolti in una dolorosa vicenda ancor più complessa e crudele.
Sean accetta il caso nonostante sappia che dovrà riaprire antiche ferite: le indagini lo portano presto a scavare nelle attività criminali di Jimmy e nei comportamenti sempre più sospetti di Dave. Quest'ultimo mente su alcuni punti chiave della vicenda: ha dichiarato di essere rientrato a casa poco dopo l'una - la notte dell'omicidio - mentre testimoni attendibili l'hanno visto in macchina molto più tardi, e racconta una storia poco credibile per giustificare una brutta ferita alla mano e il sangue di cui era coperto, quando è rientrato a casa all'alba.
Jimmy non intende aspettare la polizia è spinto dal dolore, ma soprattutto dalla rabbia, infatti si domanda: "Riesco già a provare qualcosa?" "È dolore" disse la voce. "È tristezza." "Non è dolore ne' tristezza: è rabbia". Riprende i panni del boss e mobilita i suoi scagnozzi per condurre un'indagine parallela a quella della polizia. Sean capisce che, se non scoprirà rapidamente il killer, Jimmy si farà giustizia da solo. Le azioni di ogni personaggio sono strettamente intrecciate in una storia magistralmente scritta con durezza, dialoghi realistici e parallelismi simbolici che incrociano la trama rafforzandola.
Lehane confronta l'attitudine con cui Dave e Jimmy si relazionano con le proprie mogli, cui devono confessare di aver ucciso una persona: Dave cerca di attenuare il suo gesto, contraddicendosi e mentendo fino a perdere completamente la fiducia di Celeste. In questo modo ne compromette l'equilibrio e si trova solo e scoperto di fronte ad altri lupi ben più crudeli di lui. Jimmy al contrario dichiara a sua moglie Annabeth la cruda verità, e la loro intesa, anche sessuale, viene supportata da un forte senso di potere e controllo. La risposta di Annabeth è totale: ricorda a Jimmy che è "Un re, non un principe e nonostante il dolore intollerabile, per la morte di Katie ... è certa che farà tutto quello che deve fare per coloro che ama" Questa, che è una delle scene più agghiaccianti e accattivanti del romanzo, viene riportata magistralmente sullo schermo da Sean Penn che, con una grande spada celtica tatuata sulla schiena, guarda nel vuoto, come un antico sovrano barbaro cui sia stato chiesto il sacrificio di una vita per una vita.
Anche Sean, nonostante il grave disagio in cui si trova per la mancanza della moglie, è capace di interrogarsi: "Suo padre era un uomo di silenzi e mezze frasi che lasciava cadere nel nulla, e Sean aveva trascorso gran parte della sua vita a interpretare quei silenzi, a riempire gli spazi vuoti lasciati nella scia di quei puntini di sospensione ... Si chiedeva se anche lui fosse una creatura dei silenzi."
Mystic River non è un semplice thriller, ma una storia ben coesa, uno scavo psicologico a ciglio asciutto su personaggi memorabili che attraversano una vita tragica, condizionati dalle proprie inclinazioni, utilizzando tutte le risorse di cui dispongono. Che ci sia posto per l'amore in una vita violenta e - al contrario - che l'innocenza non salvi chi è incapace di empatia, sono solo alcune delle questioni morali che ci vengono poste attraverso l'azione di questi personaggi.

## Critica
- Gli Oscar assegnati ai due interpreti Sean Penn e Tim Robbins hanno dunque reso giustizia anche al romanzo: meritatamente, perché "La morte non dimentica" è una grandiosa tragedia, un'amarissima «opera di strada», per usare la definizione dello stesso autore, dove tre destini si intrecciano negli anni dell'infanzia, si ricongiungono nell'età adulta e, infine, dolorosamente, si dissolvono. La morte non dimentica è un'opera esemplare dal punto di vista della mai terminata discussione sui generi, ancora oggi mal tollerati da chi sostiene che tra le sbarre di una gabbia narrativa non possa fiorire che paraletteratura. Lehane segue le regole del thriller, perché costruisce un meccanismo investigativo perfetto: e insieme le supera, perché il centro della narrazione è nel racconto di un'amicizia infantile spezzata, di tre vite adulte diversamente infelici e di un quartiere, East Buckingham, che va perdendo ogni sembianza di comunità per trasformarsi in lussuoso dormitorio dove il male è insensato, e dove l'omicidio non rientra in alcun codice criminale. Loredana Lipperini, La Repubblica
- La caratteristica di questo romanzo, oltre a una trama intensamente poetica e a uno stile impeccabile, è la forza dei personaggi, ognuno dei quali sarebbe degno, preso singolarmente, di assurgere a ruolo di unico protagonista... Dennis Lehane ci consegna un regalo dal valore inestimabile. Luca Marchesani, Thriller Cafè
- Qual è il tuo libro preferito, tra quelli che hai scritto? Ne ho tre - "Mystic River", "The Given Day" e "Live By Night": rappresentano le pagine in cui sono riuscito a trasferire meglio quello che avevo in testa. Dennis Lehane: By the Book, NYT, intervista di George V. Higgins e Edwin O'Connor, pubblicata il primo novembre 2012
- La trama di ogni buon thriller tende a prendere la mano al suo autore. L'abilità di Lehane è di tenerla a bada per tratteggiare personaggi complessi, ambiguo impasto di sentimenti e qualità opposte. Corrado Augias
- Questo scrittore continua a migliorare, e questo romanzo, forte e intelligente, pieno di suspense gli porterà migliaia di nuovi fan. Lehane è uno di un ristretto gruppo di scrittori di noir, i cui romanzi rivelano un fascino profondo attraverso la definizione dei personaggi, delle motivazioni, del tumulto interiore e delle più sottili sfumature psicologiche, che fanno balzare i protagonisti fuori dalla pagina. Come per i migliori scrittori di gialli, raramente ci preoccupiamo di risolvere il caso, quando leggiamo Lehane. I suoi personaggi sono troppo convincenti per costringerci a questo. È ora di smettere di parlare di Lehane come di una stella di genere e riconoscere semplicemente che è uno dei nostri migliori scrittori. Booklist
- Nel suo quinto romanzo, il suo primo senza la coppia Kenzie e Gennaro, Lehane dimostra ancora una volta di essere un impareggiabile narratore del lato oscuro del carattere umano. Library Journal

## Riconoscimenti
Mystic River è stato finalista per il PEN/Winship Award e ha vinto il Premio Anthony Award e il Premio Barry Award per il miglior romanzo, così come il Massachusetts Book Award per la Fiction, del Massachusetts Center for the Book.
- Premio Dilys 2002.[8]